# Madge Gill
Madge Gill geb. Maude Ethel Eades (* 19. Januar 1882 in Walthamstow, London; † 18. Januar 1961 in Leytonstone, London) war eine englische Künstlerin der Art brut.

## Leben
Madge Gill, geboren am 19. Januar 1882 unter dem Namen Maud Ethel Eades, kam im Haus der Familie Leakey in Walthamstow zur Welt. Angaben zum Vater sowie zu dessen Beruf sind in der Geburtsurkunde nicht verzeichnet. Ihre Mutter, Emma Eades, überließ das Kind der Obhut der Familie Leakey; die Pflegekosten wurden zunächst vom Großvater übernommen. Im Alter von neun Jahren musste diese finanzielle Unterstützung eingestellt werden, woraufhin Eades in das Waisenhaus von Thomas John Barnardo in Barking im Londoner Stadtbezirk Borough of Barking and Dagenham aufgenommen wurde.
Im Jahr 1894 wurde sie gemeinsam mit zahlreichen weiteren sozial benachteiligten Kindern nach Kanada gebracht. Dort war sie als Hausangestellte bei verschiedenen Familien tätig.
1903 ließ sich Eades erneut in London nieder, wo sie bei ihrer Tante Kate Gill lebte. Über diese kam sie in Kontakt mit dem Spiritismus. Beruflich war sie zu dieser Zeit als Krankenschwester tätig. Im Jahr 1907 heiratete sie ihren Cousin Tom, den Sohn ihrer Tante. Das Ehepaar lebte unter einfachen Verhältnissen im Londoner East End und hatte drei Söhne. Einer der Söhne verstarb im Jahr 1918 infolge der Spanischen Grippe. Eine Tochter wurde im Jahr 1919 tot geboren. In der Folge erkrankte Madge Gill schwer und verlor ihr rechtes Auge, das später durch ein Glasauge ersetzt wurde.
Madge Gill starb wenige Tage nach ihrem 79. Geburtstag am 18. Januar 1961 nach einer schweren Krankheit.

## Werk
Madge Gill begann 1919 zu zeichnen, nachdem sie ein Berufungserlebnis mit einer Geisterscheinung hatte, den sie als „Myrninerest“ bezeichnete. Als Medium unter dem Einfluss dieses Geistes erschuf sie fast 40 Jahre lang kreative Kunstwerke mit Tusche auf großen Papierrollen und auf kleinen postkartenähnlichen Kartons, sowie großformatige Textilkunstwerke. Die längste Arbeit ist 11 Meter lang. Sie schuf täglich oft mehrere Zeichnungen, meist nachts bei schwachem Kerzenlicht.
Ihr Thema sind Frauen mit zarten Gesichtern, umrahmt von kunstvollen Frisuren und Hüten im Stil der Jahrhundertwende. Diese ordnete sie inmitten von Linien, Schraffuren und geometrischen Mustern an. Es wird angenommen, dass es sich bei den Frauenbildnissen um Selbstporträts handelte. Obwohl es eine große Nachfrage nach ihren Werken gab, weigerte sich Gill diese zu verkaufen, denn sie war der Meinung, dass sie nur ein Medium sei und keine Eigentümerin der Zeichnungen wäre. Auch nähte sie Kleider und schrieb Texte.
Ihre Arbeiten sind in zahlreichen Sammlungen vertreten, wie beispielsweise in der Collection de l’Art Brut in Lausanne, im LaM – Lille Métropole, musée d’art moderne, d’art contemporain et d’art brut|LaM, Villeneuve d’ Ascq], der Sammlung Zander in Köln, dem Musée de la Création Franche in Bègles oder der Collection Eternod & Mermod. Seit 2021 gehören Werke von Gill zu der 921 Werke umfassenden Donation d’Art Brut de Bruno Decharme im Centre Georges-Pompidou.

## Ausstellungen (Auswahl)
- Art Brut. Dans l'intimité d'une collection. La donation Bruno Decharme. Grand Palais, Centre Pompidou, 2025 (Katalog)[11]
- A Walk on the Wild Side: Artworks from the Collection de l’Art Brut and Elsewhere. Power Station of Art, Shangai, 2025[12], (Katalog)
- 25 ans de plaisir. Galerie du Marché, Lausanne, 2025[13]
- Tokyo Shibuya Koen-dori Gallery, Museum für zeitgenössische Kunst Tokio, Tokio, 2025
- La Biennale di Venezia. Venedig (20. April 2024 – 24. November 2024)[14][15]
- Epopées Célestes, art brut dans la collection Decharme. Villa Medici, 2024
- Mutantes. Centro de Arte Oliva, São João da Madeira, 2024
- Biennale. Kunsthalle Zürich, 2023
- BRUT! Génies insolites et artistes hors-les-normes. Le Miroir, Poitiers, 2023
- Art brut. Un dialogue singulier avec la Collection Würth. Museum Würth, Erstein, 2022
- Roger Cardinal Castles are Elsewhere. Turner Contemporary, 2022, (Katalog)
- Donnation Chobot. Albertina, Wien, 2022
- La Donation d'art brut Bruno Decharme, Centre Pompidou, Paris (23. Juni 2021 – 30. November 2021)
- Memory Palaces: Inside the Collection of Audrey B. Heckler, American Folk Art Museum, New York (17. September 2019 – 26. Januar 2020)
- Flying High, Künstlerinnen der Art Brut. Bank Austria Kunstforum, Wien, 2019
- Art Brut in America : the Incursion of Jean Dubuffet. American Folk Art Museum, New York, 2019
- The Electric Eye. La Casa Encendida, Madrid[16], 2019 (Katalog)
- BE HAPPY! WE DO NOT FORGET YOU. Sammlung Zander, Bönnigheim (1. Oktober 2017 – 28. Januar 2018)
- 27 Künstler, 209 Werke. Sammlung Zander, Bönnigheim[17] (23. März 2016 – 28. Oktober 2016)
- Féminin pluriel. Musée de la Création Franche, Themenausstellung, u. a. mit Martha Grünenwaldt, Marie Jakobowicz, Evelyne Postic, Ody Saban, 2026[18]
- Art Brut. Collection abcd / Bruno Decharme. La Maison Rouge, Paris, 2015 (Katalog)[19]
- Architectures. Collection de l'art brut, Lausanne, 2015, (Katalog)
- Brut de Brut. Galerie du marché, Lausanne, 2015[20]
- Elévation, hommage des collectionneur Bruno Decharme & Antoine de Galbert à Joseph Ferdinand Cheval. Palais idéal du facteur Cheval,  Hauterives, 2015
- Raw vision, 25 ans d'art brut. Halle Saint Pierre, Paris, 2013
- Sous le vent de l'Art Brut. Collection Charlotte Zander, Halle Saint Pierre, Paris (17. Januar 2011 – 26. August 2011)
- Caboches. Galerie du marché, Lausanne, 2011[21]
- Weltensammler. Kunstmuseum Thurgau, 2011 (Katalog)
- Amicalement brut, collection Eternod-Mermod. LaM – Lille Métropole, musée d’art moderne, d’art contemporain et d’art brut, Lille-Villeneuve-d'Ascq, 2011 (Katalog)
- Entrée des médiums Spiritisme et art d’Hugo à Breton. Maison de Victor Hugo, Paris, 2010
- Museum of Everything, London, 2009
- The Message. Das Medium als Künstler, Kunstmuseum Bochum, Bochum (16. Februar 2008 – 13. April 2008)
- Masterpieces of abcd collection. Museum of Modern Art, Shiga, 2008
- Outsider Art. Tate Britain, London (13. September 2005 – 2. Januar 2006)
- L'art spirite. Collection de l'art brut, Lausanne, 2005 (Katalog)[22]
- Zwei Freunde – eine Sammlung. Museum im Lagerhaus, St. Gallen, 2003
- Lisière. L'Espal, Le Mans, 2003, (Katalog)
- abcd, a collection of art brut. High Museum of Art, Atlanta, Georgia, 2002
- masterpieces of abcd collection. Contemporary Folk Art Museum of Kaustinen (ITE), Kaustinen, Finnland, 2002
- Eternity has no door of Escape, collection Eternod-Mermod. Galleria dell Gottardo, Lausanne, 2001 (Katalog)[23]
- abcd, a collection of art brut. John Michael Kohler Arts Center Sheboygan, Wisconsin, USA, 2001
- "Solitärer. Sarlingskonst fran Samling Eternod - Mermod," Waldemarsudde Museum,  Stockholm, 2001. (Katalog)
- abcd, a collection of art brut. American Folk Art Museum, New York, USA, 2001
- Solitärer. Sarlingskonst fran Samling Eternod - Mermod. Kunstmuseum Malmö, Malmö, 2000 (Katalog)
- Collection de l'Aracine. Musée d'Art Mercian Karuizawa, Japan, 2000
- Folies de la beauté. Hôtel de Campredon, Isle-sur-la-Sorgue, France, 2000 (katalog)
- Solitärer", the Art Brut Collection of Philippe Eternod and Jean-David Mermod. Museum Waldemarsudde, Stockholm, 2000 (Katalog)
- Art Spirite Mediumnique Visionnaire Messages D’Outre-Monde. Halle Saint Pierre, Paris, 1999 (Katalog)
- Figure della anima, arte irregolare in Europa. Castello Visconteo di Pavia, Pavia, 1998 (Katalog)[24]
- Figure della anima, arte irregolare in Europa. Palazzo Ducale, Genua, 1998 (Katalog)[25]
- Collection Eternod-Mermod. Musée de la Création Franche, Bègles, 1997, (Katalog)[26]
- Visiones paralelas. Artistas modernos y arte marginal. Museo Reina Sofía, Madrid, 1993 (Katalog)[27]
- Parallel Visions. Kunsthalle Basel, Basel, 1993 (Katalog)
- Parallel Visions. Los Angeles County Museum of Art, Los Angeles, 1992 (Katalog)[28]
- Madge Gill, Collection de l’Art Brut, Lausanne (19. Mai 1992 – 27. September 1992)
- Särlinger. Kunsthalle Malmö , Malmö, 1992, (Katalog)[29]
- In another world. Arnolfini, Bristol, 1988[30]
- Madge Gill, Whitechapel Gallery, London (26. März 1982 – 2. Mai 1982)
- Outsiders. Hayward Gallery, London, 1979 (Katalog)
- Madge Gill, Collection de l’Art Brut, Lausanne (14. Juni 1978 – 24. September 1978) (Katalog)
- Les singuliers de l'art. Musée d’art moderne de la Ville de Paris, Paris, 1978 (Katalog)[31]
- Galerie YVY, Genf, 1976
- Arts Centre, New Metropole, Folkestone, 1976
- Drawings by Madge Gill, Leeds Playhouse, 1976
- A selection from the Newham Collection at Washington State University 1974
- Mediumistic Drawings Slater Art Gallery, Canterbury, 1972
- Exhibition of drawings bequeathed to Newham by Laurie Gill, East Ham Town Hall, London, 1969
- Artists Aid Russia ~ Wallace Collection, London, 1942
- Whitechapel Art Gallery, London, 1932 und 1939[32]
- East End Academy, London, 1930, 1942 und 1947